# Kanton L'Isle-Jourdain (Vienne)
Kanton Isle-Jourdain is een voormalig kanton van het Franse departement Vienne. Kanton Isle-Jourdain maakte deel uit van het arrondissement Montmorillon en telt 5328 inwoners (1999). Het werd opgeheven bij decreet van 26 februari 2014 met uitwerking op 22 maart 2015. Alle gemeenten werden toegevoegd aan het kanton Lussac-les-Châteaux.

## Gemeenten
Het kanton L'Isle-Jourdain omvatte de volgende gemeenten:
- Adriers
- Asnières-sur-Blour
- L'Isle-Jourdain (hoofdplaats)
- Luchapt
- Millac
- Moussac
- Mouterre-sur-Blourde
- Nérignac
- Queaux
- Le Vigeant